# McEwen (Tennessee)
McEwen város az Amerikai Egyesült Államok Tennessee államában, Humphreys megyében. Lakosainak száma 1643 fő (2020. április 1.).

## Népesség
A település népességének változása:
| Lakosok száma | 1702 | 1750 | 1643 |
|               | 2000 | 2010 | 2020 |